# Ли Ыль Соль
Ли Ыль Соль (кор. 리을설?, 李乙雪?; 14 сентября 1921, Дзёсин, Канкё-хокудо, Корея, Японская империя — 7 ноября 2015, КНДР) — северокорейский военный и государственный деятель, Маршал Корейской народной армии. Дважды Герой КНДР. Герой Труда КНДР.

## Биография
Родился в бедной крестьянской семье. Примкнул к антияпонскому партизанскому движению, которое возглавлял Ким Ир Сен — в дальнейшем первый лидер КНДР.
С 1948 года командовал полком. В годы Корейской войны (1950—1953) был начальником штаба дивизии, затем командующим офицером. Был главным помощником Ким Ир Сена, а также заботился о безопасности его детей — Ким Чен Ира и Ким Гён Хи.
В 1957 году получил звание генерал-майора и стал командиром дивизии. В 1962 году получил звание генерал-лейтенанта, в 1972 — генерал-полковника. Тогда же был награждён почётным званием Героя КНДР. С 1983 года командовал обороной Пхеньяна. В 1985 году получил звание генерала армии, в 1992 году стал вице-маршалом, а в 1995 году ему было присвоено звание Маршала КНА. С 1996 по 2003 год был командиром охраны — отвечал за безопасность высоких чиновников, в том числе за руководителя КНДР Ким Чен Ира и его семью.
В 2004 году был отправлен в отставку с действительной службы.
Скончался 7 ноября 2015 года в 10:10 по местному времени после продолжительной болезни. Последние годы он боролся с раком лёгких.

#### Воинские звания
| генерал-майор | генерал-лейтенант | генерал-полковник |
| ------------- | ----------------- | ----------------- |
|               |                   |                   |
| март 1957     | октябрь 1962      | февраль 1972      |
| генерал армии | вице-маршал       | маршал КНА        |
|               |                   |                   |
| апрель 1985   | апрель 1992       | октябрь 1995      |

### Политическая деятельность
В 1962 году стал депутатом Верховного Народного Собрания КНДР. Был делегатом 4 и 5 (1967, 1972), а также с 7 по 12 (1982, 1986, 1990, 1998, 2003, 2009) созывов ВНС КНДР. С 1966 года был кандидатом в члены ЦК Трудовой Партии Кореи, член ЦК ТПК с 1970 года. С 1980 года — член Центральной Военной Комиссии ТПК. С 1990 по 2003 год работал в Государственном Комитете Обороны КНДР. В сентябре 2010 года стал кандидатом в члены Политбюро ЦК ТПК.
Указом Президиума ВНС КНДР от 9 февраля 2012 года был награждён вместе с другими официальными лицами Орденом Ким Чен Ира.
19 июля 2012 года в центральном печатном органе ТПК «Нодон синмун» была опубликована статья Ли Ыль Соля, в которой он высказал свои чувства по поводу присвоения Верховному Главнокомандующему старшему товарищу Ким Чен Ыну звания Маршала КНДР.